# جان بوکوینسکی
جان بوکوینسکی (انگلیسی: John Bocwinski؛ زادهٔ ۲۲ نوامبر ۱۹۳۶) بازیکن فوتبال اهل ایالات متحده آمریکا بود.
وی به‌همراه تیم ملی فوتبال ایالات متحده آمریکا در بازی‌های المپیک تابستانی ۱۹۷۲ شرکت کرده‌است.